# 放逐之城
《放逐之城》是一款城市建造类战略游戏，玩家在游戏中需要精心管理资源配置以维持孤立的城镇生存和社会发展。

## 游戏设定
游戏背景设定于中世紀，玩家需要领导一批被放逐到偏远地域的市民维持生计，并在土地上扎根下来。游戏最初可利用的资源只有从家乡带来的马车，玩家需要从零开始建造城市。游戏中的每一个市民都被视为一个独一无二的个体，市民们谋生的职业有打猎、钓鱼、农业和贸易等。正如游戏设计者在一个视频中所说的一样：“被放逐的镇民们就是你白手起家的主要劳力(primary resource)。他们会出生、成长、就业、生儿育女并最终逝去。要想使你的城镇繁荣壮大，重点就是保障他们的健康、快乐和丰衣足食。”

## 开发
游戏的开发时间可从2011年8月算起，是由在闪耀石软件工作室任职的Luke Hodorowicz独立制作的。游戏的编写语言是C++，而所使用的游戏引擎起初是为一款丧尸题材的射击游戏量身定做的。在丧尸游戏项目被废弃后，其引擎就被拿来制作这款《放逐之城》。游戏同时推出了适合32-bit和64-bit平台的版本，支持DirectX 9和DirectX 11。开发者说一开始只会发售可在Windows上运行的版本，但如果游戏卖得非常成功的话，就会考虑发售支持其它平台的版本。

## 发售
2013年10月23日，游戏据称要在2013年末发售，开发者说他“本来还可以更快一点确定具体发布时间的”。2014年1月9日，开发者宣布游戏将于2014年2月18日发售。
游戏开发者已在Steam、GOG以及Humble Bundle上发布了游戏的收费下载版本，并在自己的网站上也贴出了链接。

## 评价
游戏发布后不久就得到了许多评论。IGN目前给出的评分是8.3分（总分10分）。Metacritic网站在评估了22个主流评论后，给出的综合评分是73分(总分100分)。在不到半个月的时间内，一些爱好者已经开始了相关主题中、英文维基类站点的建设。